# (39635) Kusatao
(39635) Kusatao est un astéroïde de la ceinture principale.

## Description
(39635) Kusatao est un astéroïde de la ceinture principale. Il fut découvert le 27 décembre 1994 à Kuma Kogen par Akimasa Nakamura. Il présente une orbite caractérisée par un demi-grand axe de 3,04 UA, une excentricité de 0,07 et une inclinaison de 12,5° par rapport à l'écliptique.

## Compléments